# 上兰村铁路
上兰村铁路是中国铁路太原局集团管内的一条支线铁路，原为军需专用线。

## 线路
东起太原站，西至上兰村站，全长25公里，沿途经过太原东站，太原北站，汾河站，向阳店站到达上兰村站。

## 历史
上兰村支线始建于1936年，1937年初铺轨并临时通车，当时为轨距1米的窄轨铁路，1939年被侵华日军改为准轨，1944年拆除:143。
1953年，为满足军事运输需要，利用旧路基重修上兰村支线的计划被提上日程:143。同年8月，准轨上兰村线工程开工，1954年12月底竣工，1955年1月13日通过验收，同年3月开始增建向阳店站。1956年3月，上兰村支线和向阳店车站一同移交太原局。1959年，太原北编组站建成后，上兰村支线起点改为太原北I场103号道岔岔尖处，1984年太岚铁路开通后，上兰村支线起点又改为汾河站4号道岔岔尖处:144。
2006年停止办理客运业务。